# Marcel Vidačić
Marcel Vidačić (Križevci, 13. siječnja 1885. – Zagreb, 29. ožujka 1948.), hrvatski knjižničar i pisac. Objavio je djelo Pseudonimi, šifre i znakovi pisaca iz hrvatske književnosti (Zagreb, 1951.). Bio je knjižničar Sveučilišne biblioteke u Zagrebu od 1912. godine.